# Cerastoderma edule
Pour les articles homonymes, voir Coque.
Espèce
La Coque commune ou Coque blanche  (Cerastoderma edule ou Cardium edule) est une espèce de mollusques bivalves de la famille des Cardiidae. Il est difficile de la distinguer de la coque glauque. 
Coque la plus consommée, elle est nommée, selon les régions, coque, bucarde, rigadelle et rigadeau (ou rigadot, dans l'ouest de la France), sourdon, hénon, demoiselle, maillot ou mourgue, ou pagne au Sénégal.

## Description

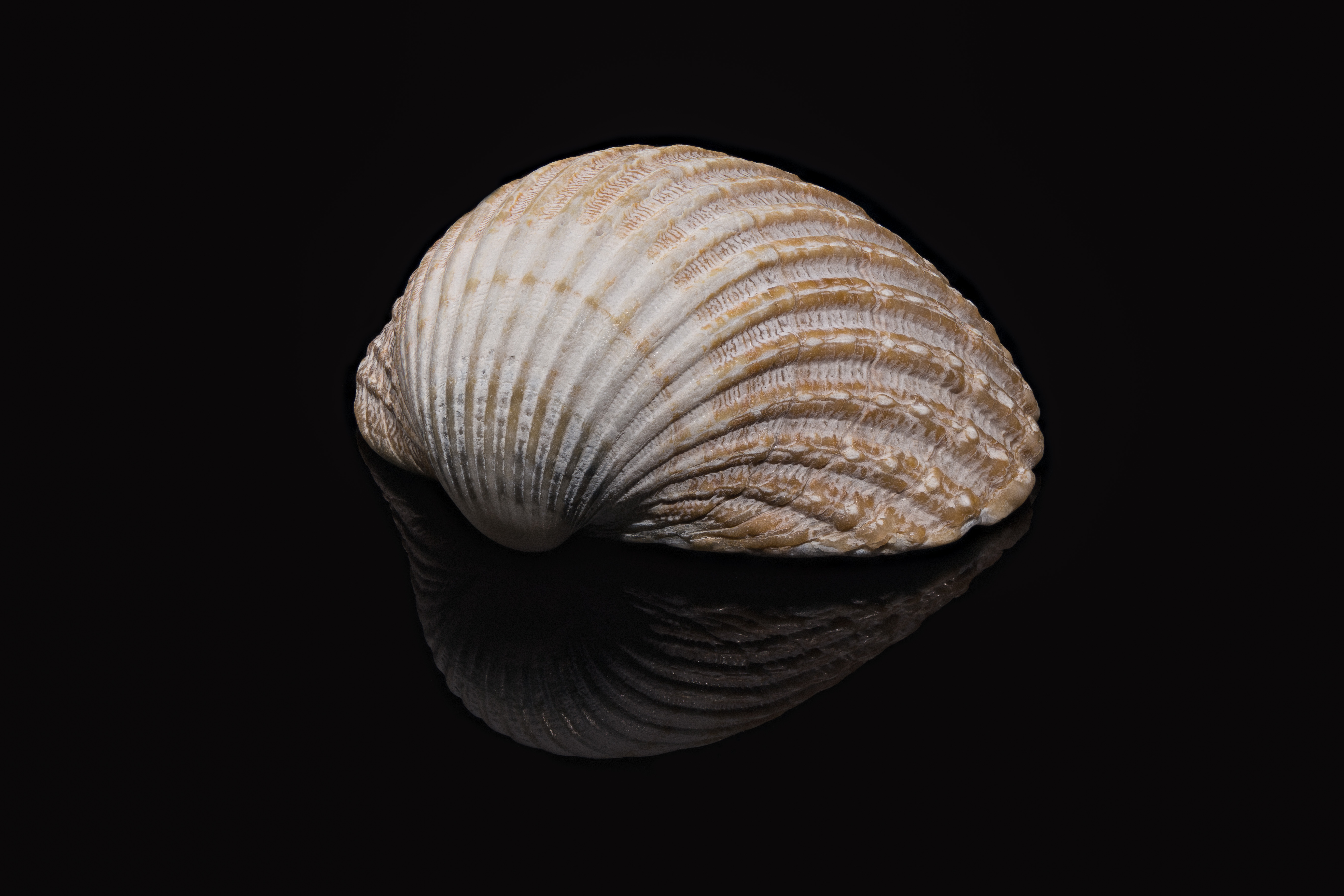
Cerastoderma edule.

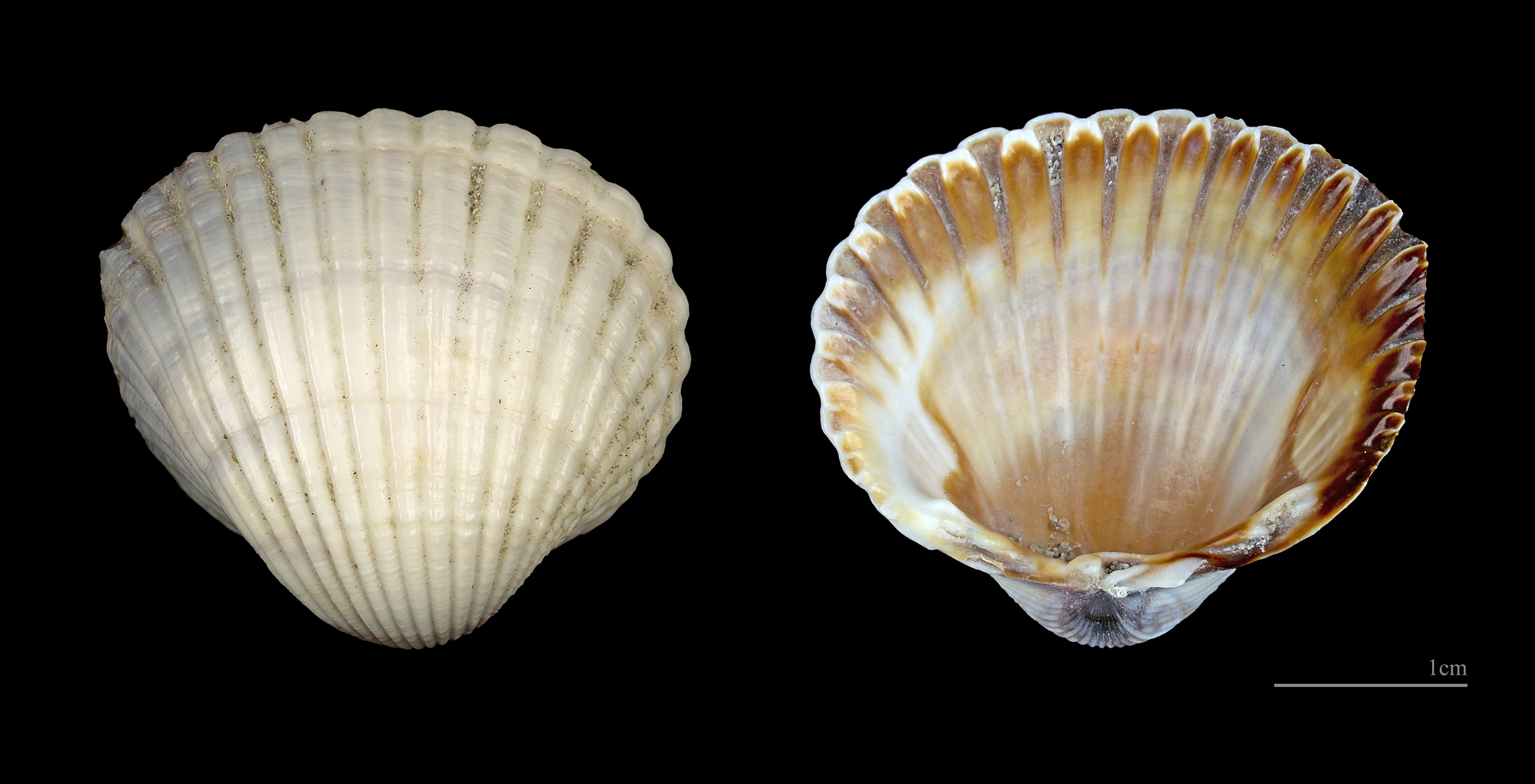
Cerastoderma glaucum.

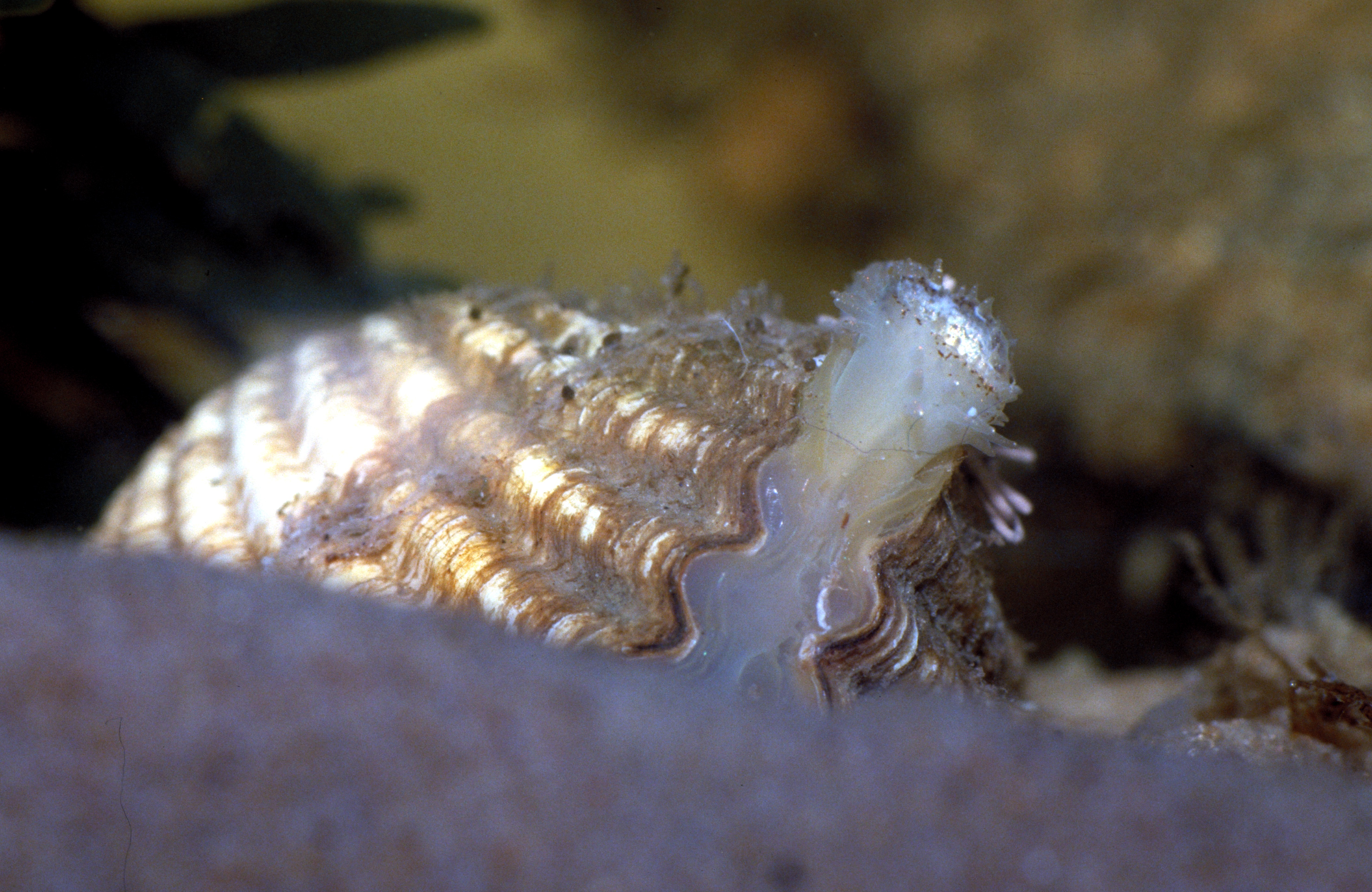
Cerastoderma edule vivante.

Valve droite
Valve gauche

La coque présente deux valves identiques légèrement dissymétriques, ce qui permet de distinguer la valve gauche de la valve droite. Leur sculpture externe est formée de 22 à 26 côtes radiaires. Le corps est délimité par le manteau qui se soude dans la région postéro-ventrale pour former deux petits siphons dirigés vers l’arrière (siphons courts car l'animal vit en moyenne à un centimètre de profondeur) : le siphon ventral inhalant est pourvu de nombreux petits tentacules et est ouvert en permanence. Le siphon dorsal exhalant, un peu plus court, permet le rejet de l’eau et des excréments. Le pied, organe locomoteur, est long et coudé en son milieu. À sa base, se trouve un rudiment de glande à byssus (plus fonctionnel à l’état larvaire) qui secrète un seul filament mince, transparent.
L’appareil reproducteur n’est constitué que d’une gonade, en forme de grappe, située à la surface et à la base du pied, s’étendant dans le corps par de multiples ramifications ciliées débouchant sur de nombreux sacs, les follicules germinaux. La gonade n'est discernable à l’œil nu qu'en période de maturation sexuelle. La différenciation sexuelle de cette espèce gonochorique (dont la maturité sexuelle est principalement conditionnée  par des températures hivernales basses et une hausse significative de la température de l’eau de mer au printemps) se manifeste par ses ramifications orange pour la coque femelle et blanches tuméfiées pour la coque mâle. La ponte, de mars à octobre, est suivie d'une fécondation externe qui donne des larves véligères se métamorphosant au bout de 3 à 6 semaines. La coque n'atteint la taille de 4 cm qu'à l'âge de 3 ans, son âge moyen (elle atteint exceptionnellement 10 ans).

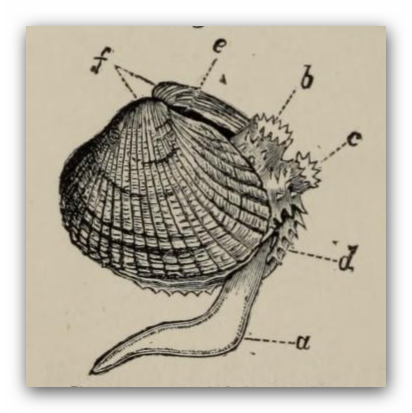
Anatomie : a) pied b) siphon exhalant c) siphon inhalant d) bord du manteau e) ligament f) umbones.

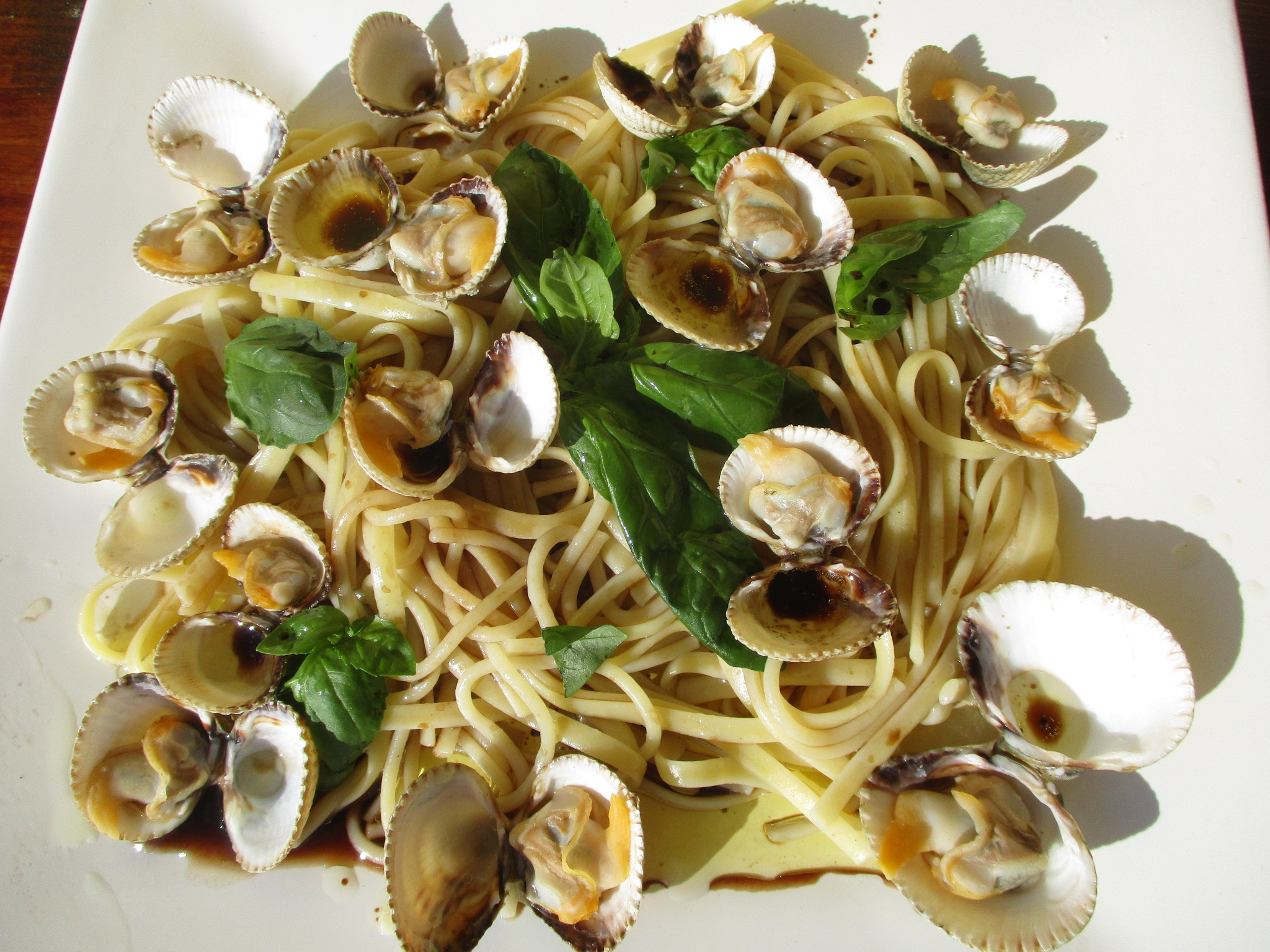
Cerastoderma edule et spaghetti, basilic, huile d'olive, et balsamique de la cuisine italienne.

La coque vit continuellement enfouie dans le sable à quelques centimètres sous la surface.
Dès que la marée la recouvre, elle lance ses deux siphons à la surface. L'animal est du type trophique de filtreur suspensivore, captant les matières organiques en suspension dans l'eau de mer transitant à la surface du sédiment. Son alimentation est constituée principalement de phytoplancton (dinoflagellés, diatomées), de zooplancton (Ciliophora, gamètes et larves), de zoospores, de bactéries et de détritus organiques ou non. 
Son pied coudé lui permet d'effectuer des bonds pour échapper à ses prédateurs (poissons, mouettes, étoiles de mer).
La coque est un bivalve endogé, c'est-à-dire vivant dans le sol, se répartissant des sables fins aux vases sableuses. Il s'agit donc d'un animal ubiquiste, qui peut habiter dans des biotopes variés. Elle vit en zone intertidale, zone du littoral située entre les limites extrêmes des marées. Sa répartition est agrégative. Son aire de répartition indique qu'elle peut tolérer une large gamme de températures (de près de 3 °C en Norvège à près de 30 °C au Sénégal) et de salinité (espèce euryhaline (en)). De plus, les coques sont des organismes ectothermes poïkilothermes (à sang froid), la température a donc un impact direct sur le métabolisme avec un Q10 max de la respiration de 1,093. Les individus vivent en moyenne 2 à 4 ans, mais peuvent atteindre les 10 ans.
Cerastoderma edule

Valve droite et gauche du même spécimen:

Valve droite
Valve gauche

Valve droite
Valve gauche

Cerastoderma edule var. belgicum

Valve droite et gauche du même spécimen:

Valve droite
Valve gauche

Cerastoderma edule var. loppensi

Valve droite et gauche du même spécimen:
- Valve droite
- Valve gauche

Cerastoderma edule var. maculatum

Valve droite et gauche:
- Valve droite
- Valve gauche

## Distribution
Cette espèce est dite « estuarienne » car elle se trouve majoritairement à l’embouchure d’estuaires ou en baies sableuses protégées. Son aire de répartition va de la Norvège au Portugal. On peut la retrouver jusqu’au Sénégal et se retrouve en plus faible densité en mer Méditerranée. Elle vit sur une large proportion de la zone de balancement des marées.

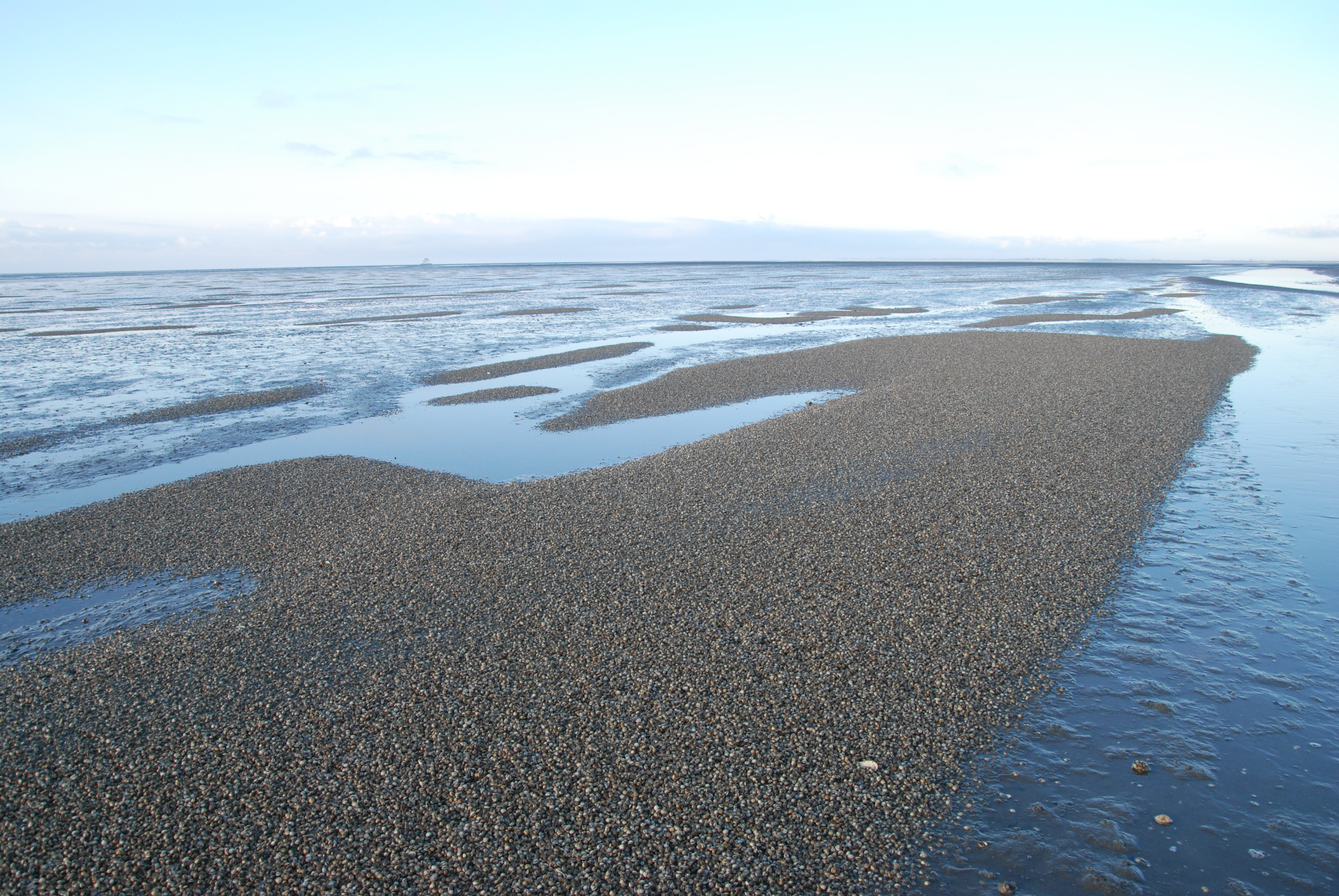
Lit de coques de Texel aux Pays-Bas.
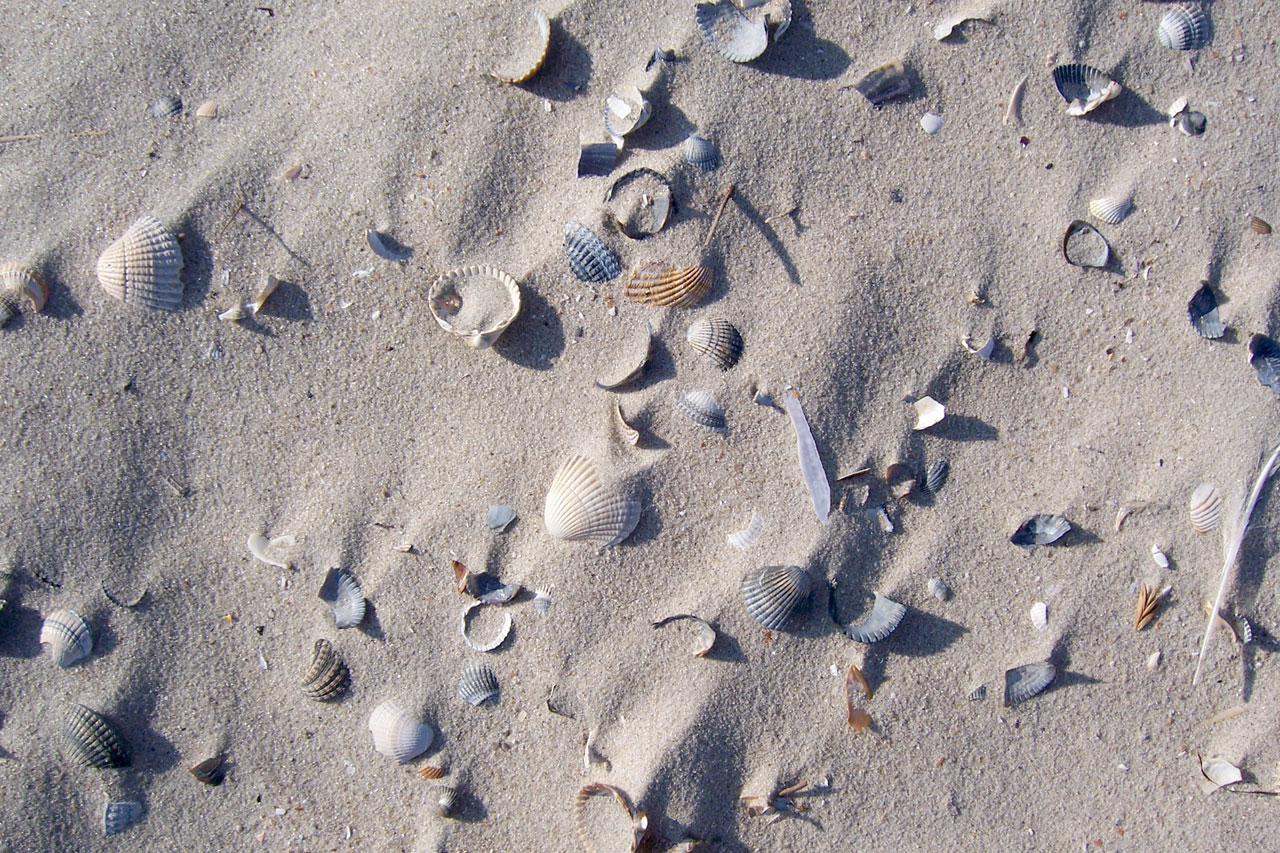
Iles Spiekeroog en mer du Nord.
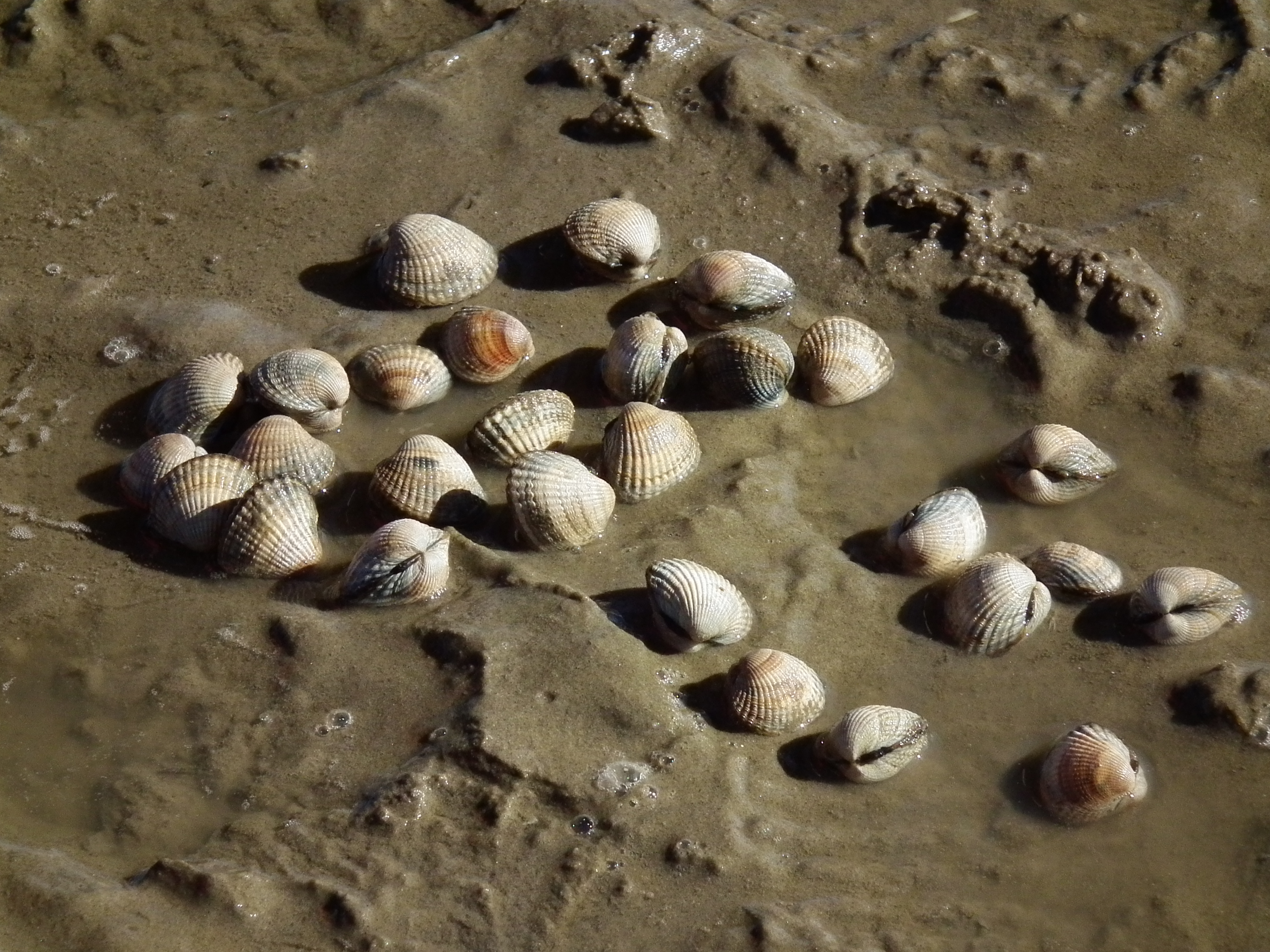
Île Juist en mer du Nord.
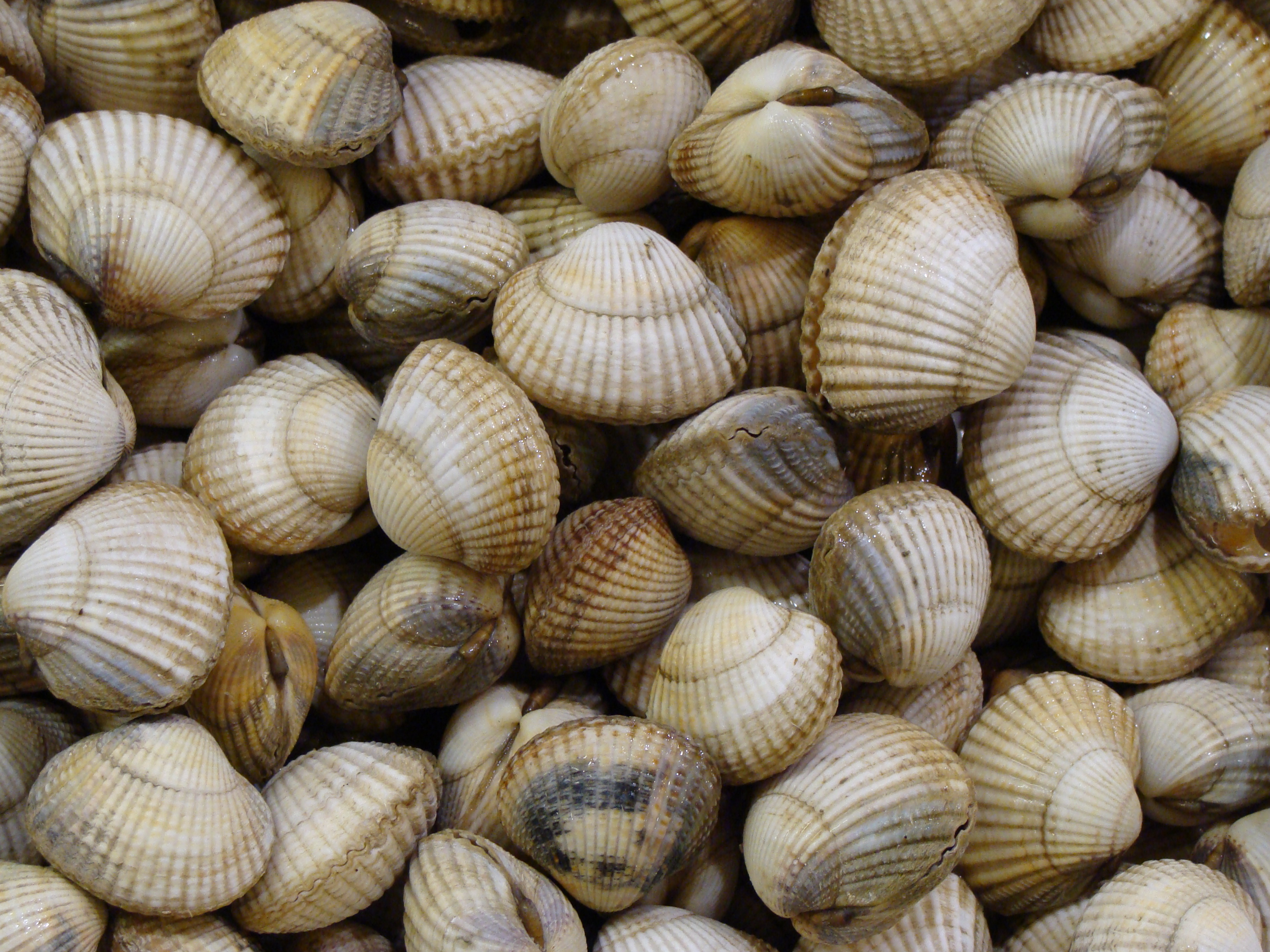
Cerastoderma edule
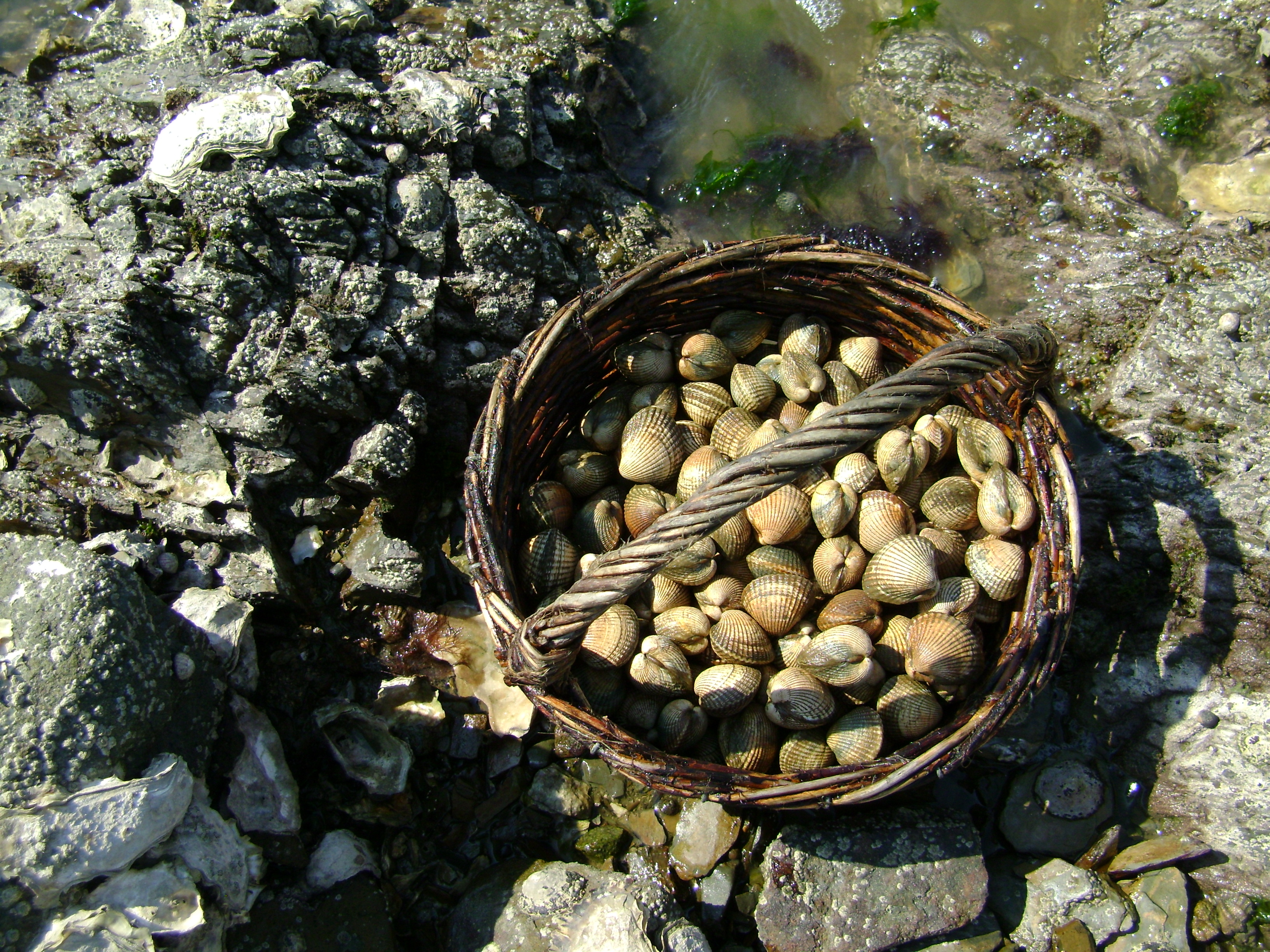
Pêche amateur artisanale.
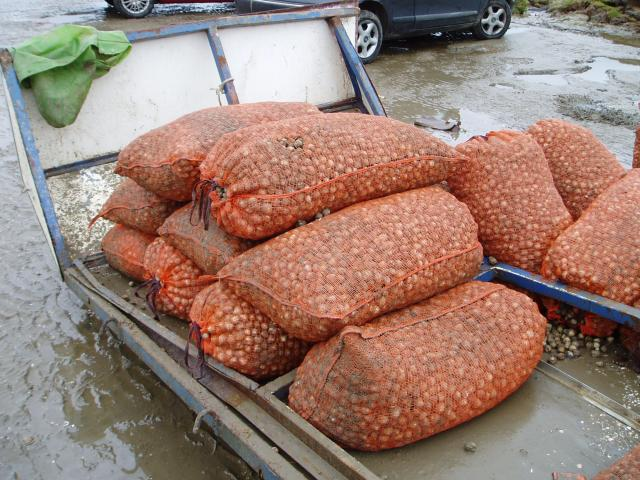
Coques de pêche professionnelle.

## Pêche
La France est le troisième ou quatrième producteur mondial de coques en fonction des années (la production se situant autour de 10 000 tonnes par an, dont 25 % en élevage, dans des entreprises de cérastoculture), après les Pays-Bas et le Royaume-Uni. La baie de Somme, avec ses hénonnières (colonie de coques appelée hénons) est la première zone de production française. Le port du Crotoy doit à cette pêche sa première place nationale.